# Новодолинський
Новодо́линський (каз. Новодолинский) — селище у складі Шахтинської міської адміністрації Карагандинської області. Адміністративний центр та єдиний населений пункт Новодолинської селищної адміністрації.
Населення — 5471 особа (2021; 6365 у 2009, 6581 у 1999, 7250 у 1989).